# 소켓 754
소켓 754는 AMD가 자사의 애슬롯 플랫폼(소켓 462, 곧 소켓 A)의 후속작으로 개발한 CPU 소켓이다. 소켓 754는 AMD가 새로운 소비자 버전의 64비트 마이크로프로세서 AMD64를 지원하기 위해 개발한 최초의 소켓이었다.

## 기술 사양
소켓 754는 AMD 애슬론 64 데스크톱 프로세서의 오리지널 소켓이었다. 새로운 소켓 레이아웃(예: 소켓 939, 소켓 940, 소켓 AM2)의 도입으로 인해, 소켓 754는 AMD 애슬론 64 또는 셈프론 프로세서와 사용하기 위한 예산 절약형 소켓이 되었다. 여러 방면에서 소켓 939와 차이가 있다:
- 최대 3개의 언버퍼(unbuffererd) DIMM 또는 4개의 등록된(registered) DIMM의 싱글 채널 메모리 컨트롤러(64비트 폭) 지원
- 듀얼 채널 지원 안 함
- 더 낮은 하이퍼트랜스포트 속도 (800 MHz 양방향, 16비트 데이터 패스, 업/다운스트림)
- 데이터 대역폭의 더 낮은 효율성 (9.6 GB/s)
- 더 낮은 메인보드 제조 비용

AMD가 소켓 754를 데스크톱 상에서 예산 절약형 플랫폼으로 광고하였고 미드, 하이엔드 사용자는 더 새로운 플랫폼을 사용하는 쪽으로 권고하였으나 소켓 754는 잠시 동안 모바일 부문에서 AMD의 하이엔드 솔루션으로 남았다.(예: HP zv6000 시리즈) 그러나 듀얼 코어 CPU와 DDR2 SDRAM을 지원하는 소켓 S1이 공개되면서 모바일 CPU 부문에서 소켓 754를 잠식하였다.

## 이용
소켓 754를 사용한 최초의 프로세서는 2003년 하반기에 시장에 출시되었다. 소켓 754는 데스크톱에서 소켓 949의 선호로 판매량이 줄자 퇴출되었다. 이 소켓은 노트북용으로 계속 남아있다가 2006년 S1에 의해 대체되었다.

## 같이 보기
- AMD 마이크로프로세서 목록